# Gestreepte mesaal
De gestreepte mesaal (Gymnotus carapo) is een straalvinnige vissensoort uit de familie van de mesalen (Gymnotidae). De wetenschappelijke naam van de soort is gepubliceerd in 1758 door Linnaeus in de tiende editie van Systema naturae.

## Kenmerken
Het rolronde lichaam van deze vis gaat geleidelijk over in de staafvormige, vinloze staart. Het lichaam is getekend met licht- en donkerbruine dwarsbanden, die iets schuin staan. Hij heeft een lange, lichtbruine aarsvin, die doorloopt van achter de kop tot het staarteinde. De lichaamslengte bedraagt 60 cm.

## Leefwijze
Deze nachtactieve vis is ten opzichte van soortgenoten zeer agressief en bijterig. Ten opzichte van andere en grotere vissen is hij tamelijk vreedzaam. Kleinere vissen worden soms als voedsel gezien. Hij is in staat om zwakke stroompjes op te wekken, om zijn omgeving af te tasten. Ondertussen beweegt hij zich glijdend voort door middel van golvende bewegingen van de aarsvin.

## Verspreiding en leefgebied
Deze soort komt voor in het noorden en midden van Zuid-Amerika.